# Namor
« Sub-Mariner » redirige ici. Pour la série télévisée d'animation, voir Sub-Mariner (série télévisée d'animation).
Namor McKenzie, alias Namor, aussi connu comme le Prince des mers (« Namor the Sub-Mariner » en VO) est un super-héros évoluant dans l'univers Marvel de la maison d'édition Marvel Comics. Créé par le dessinateur et scénariste Bill Everett, le personnage de fiction apparaît pour la première fois dans le comic book Motion Picture Funnies Weekly en avril 1939.
Namor est au départ un ennemi, puis devient l'allié de l'équipe de super-héros les Quatre Fantastiques. Tombé amoureux de la Femme invisible, il n'aura de cesse d'essayer de la séduire. Il est aussi devenu membre de l'équipe des Vengeurs et des X-Men.

## Historique de la publication
Le personnage de Namor est de six mois plus ancien que la firme Marvel Comics. En effet, Namor a été créé pour Motion Picture Funnies Weekly, un magazine promotionnel de l'Âge d'or des comics édité par First Funnies, Inc.. Cette société créait des séries de bande dessinée qu'elle proposait ensuite à des éditeurs.
Le numéro de Motion Picture Funnies Weekly n'ayant pas été distribué, l'histoire de Bill Everett est rééditée dans Marvel Comics #1 avec d'autres séries dont Human Torch de Carl Burgos, publié par Timely Comics (l'ancêtre de Marvel Comics) en octobre 1939. En 1940, Funnies, Inc. cesse ses activités et vend les droits des personnages à Timely.
Namor fut également le premier anti-héros, le premier héros ennemi des humains. Il est intégré à la continuité Marvel dans le magazine Fantastic Four #4 en mai 1962 (publié en France dans Fantask no 1 en février 1969).
Le nom de « Prince des mers » — qui s'est imposé dans les traductions françaises — était celui utilisé par les éditions Lug, puis par Semic. Chez Arédit/Artima, qui a également publié les aventures du personnage en français, le personnage gardait son nom de « Submariner ».
Selon Bill Everett, le nom du personnage de Namor (« the Sub-Mariner ») lui a été inspiré par le poème de Samuel Coleridge « The Rime of the Ancient Mariner ».

## Biographie du personnage

### Origines
Atlantis était un continent situé dans l'Atlantique Nord ; les Atlantes le peuplaient depuis 20 000 av. J.-C. Mais il fut submergé lors du « Grand Cataclysme », 500 ans après le règne du Roi Kull. Il y a environ 8 000 ans, un groupe de nomades Homo mermanus (en) découvrit les ruines de la capitale, également appelée Atlantis, et la rebâtit pour y fonder une société sédentaire.
Les Atlantes actuels sont de couleur bleuâtre avec des branchies leur permettant de respirer sous l'eau. Leur mythologie raconte que c'est le dieu Poséidon qui a transformé une tribu de ses adorateurs en êtres amphibies.
Namor est le fils d'un humain et d'une Atlante, membre d'une race d'humanoïdes amphibiens habitant le fond des océans nommée Homo mermanus. En plus d'être un hybride, il est aussi un mutant.
Les événements qui ont conduit à la naissance de Namor McKenzie ont débuté en 1915, lorsque l'explorateur Ernest Shackleton a été envoyé en voyage par Winston Churchill pour ramener un échantillon de vibranium de l'Antarctique. Leonard McKenzie est arrivé avec son navire l'Oracle dans la région en 1920. Il a accepté d'emmener le télépathe Paul Destine qui cherchait une race perdue depuis longtemps appelée les Anciens. Leurs voyages les plaçaient directement au-dessus du royaume légendaire de l'Atlantide. Lorsqu'ils ont utilisé des charges pour faire exploser la glace, ils ont causé de graves morts et destructions en Atlantide. L'empereur Thakorr a demandé une expédition pour savoir ce qui a causé la destruction. Cependant, sa fille, la princesse Fen, dans le but de prouver sa bravoure, est montée seule avec le seul échantillon d'une potion qui permettait à un Atlante de respirer au-dessus de l'eau pendant cinq heures d'affilée. Emmené à bord de l'Oracle et considéré comme un étrange passager clandestin, Fen a été personnellement prise en charge par McKenzie. Fen est restée pour apprendre ce qu'elle pouvait sur les habitants de la surface, a appris leur langue et est rapidement tombée amoureuse de Leonard et s'est mariée. Son absence prolongée d'Atlantis a incité Thakorr à envoyer une équipe de recherche pour elle. Dirigé par le seigneur de la guerre Krang, l'Oracle a été pris d'assaut et Leonard a été abattu. Fen a été ramené à Atlantis, croyant que Leonard était mort.
Fen a découvert qu'elle était enceinte de l'enfant de Leonard. Lorsque l'enfant est né, elle l'a appelé Namor, ce qui signifiait "Le fils vengeur" dans la langue atlante.

### Le «premier mutant Marvel»
Marvel Comics a identifié à plusieurs reprises Namor comme étant le « premier mutant Marvel » (Marvel's first mutant), ce qui est vrai en ce qui concerne l'ordre dans lequel le personnage est apparu dans les publications Marvel.
Il n'est cependant pas le plus ancien mutant de la chronologie fictive de l'univers Marvel. Un certain nombre de mutants l'ont précédé, notamment Selene (active depuis au moins 10 000 ans), Apocalypse (né au XXXe siècle av. J.-C.), Exodus (né au XIIe siècle), Wolverine (fin du XIXe siècle), Mystique et Destinée (dates de naissance inconnues, mais dont on sait qu'elles ont été actives à « l'aube du XXe siècle) »), le mutant démoniaque Azazel et un groupe de mutants connus sous le nom d'Externals.
Dans X-Men #6 (juillet 1964), le Professeur Xavier, leader des X-Men et son adversaire Magnéto suspectent tous deux que Namor est un mutant et s’efforcent de le recruter. Les auteurs plus tardifs des années 1960 et 1970 le décriront comme un « hybride » et non un mutant, afin de le distinguer des mutants X-Men. Lorsque la série est relancée en 1990, le logo du titre de la série porte le sous-titre « Le premier et le plus puissant mutant de Marvel ! » (« Marvel's first and mightiest mutant! »).
Namor est en réalité un hybride de physiologie atlante et humaine, bien qu'il présente des caractéristiques principales que ni les Atlantes (Homo mermanus) ni les humains (Homo sapiens) ne possèdent. Celles-ci incluent sa capacité à voler dans les airs, et probablement sa durabilité et sa force (qui est plusieurs fois celle d'un atlante standard).
Dans le premier numéro de la mini-série Illuminati en cinq parties, après avoir été testé par les Skrulls, il est confirmé que Namor est non seulement un hybride atlante/humain, mais également un mutant. Namor a passé son enfance à narguer sa cousine Dorma, ainsi qu'à jouer avec ses autres cousins Namora et Byrrah ainsi qu'avec son ami Meranno.

### La Marée Noire
Pendant la jeunesse de Namor, il a voyagé dans le cadre de la mission diplomatique atlante aux récifs d'Orreki, la capitale saisonnière du peuple du gouffre. Ici, il a rencontré le prince du peuple Chasm, Attuma, pour la première fois, les deux ont d'abord développé une rivalité. Pourtant, ils ont mis de côté leurs différences et ont commencé à développer une amitié pour la paix entre leurs peuples. Pour encourager les relations diplomatiques, Attuma, Namor et Dorma ont été envoyés pour accompagner la Marée Rapide, un groupe multinational de héros sous-marins, dans le cadre d'une mission visant à récupérer la Pierre inoubliable, un artefact eldritch créé par les Grands Anciens. La mission s'est terminée par un désastre lorsque les membres de Marée Rapide ont été mutés en monstres prédateurs par le pouvoir de la pierre inoubliable. Prenant le nom de Marée Noire, ils se sont déchaînés. Tout d'abord, ils ont attaqué les récifs d'Orreki, tuant toutes les personnes présentes, y compris le père d'Attuma, le roi Attukar. Ensuite, ils ont jeté leur dévolu sur l'Atlantide (Pacifique). En fin de compte, ils ont été arrêtés grâce à Dorma maîtrisant la pierre inoubliable et scellant les membres de la Marée Noire. Blâmant Atlantis pour la destruction, Attuma est parti, brisant tout espoir de négociations.

### Pendant la Seconde Guerre mondiale
Namor a été envoyé à New York après sa découverte de plongeurs près d'Atlantis. Cependant, les plongeurs étaient des nazis, et Namor a rejoint les Envahisseurs, un groupé mené par Captain America, son acolyte Bucky, l'androïde original Torche Humaine et son acolyte Toro combattant pendant la Seconde Guerre mondiale (en plus de ses missions en solo), et plus tard le All- Winners Squad pour s'opposer aux forces de l'Axe.
Namor combattait parfois, puis se liait d'amitié avec les sociétés démocratiques de la surface ; l'explication de cela a été découverte plus tard comme étant une folie temporaire en raison de trop de temps passé loin de la mer. Pour la plupart, cependant, Namor a jeté son dévolu sur l'Allemagne nazie et le Japon impérial. Les Atlantes se sont impliqués dans la torche humaine créée par l'Axe, qui forma l'escadron Firebrand. Un Atlante, son ami Meranno, est devenu un agent de l'Axe connu sous le nom de U-Man.

### Années 1960
Après la guerre, Namor disparaît. Il est resté à l'abandon jusqu'à ce que Johnny Storm, la troisième Torche Humaine, le retrouve clochard et amnésique et le voit utiliser sa super-force. Johnny se sentit mal pour l'amnésique et proposa de l'aider à se remettre sur pied. Il a rasé sa barbe avec sa flamme, révélant les vrais traits de Namor. Johnny a ensuite jeté Namor dans la rivière, restaurant avec succès la mémoire de Namor. Malheureusement, Namor a tenté de retourner en Atlantide, mais a trouvé un avant-poste qui avait été détruit par des essais nucléaires pendant les années où il était amnésique. Il supposait que tout son peuple était dispersé là où il ne le trouverait jamais. Namor a immédiatement juré de se venger du monde de la surface et l'a attaqué, en utilisant le monstre marin géant Giganto. Les Quatre Fantastiques ont réussi à l'arrêter. Pendant le combat, il est devenu instantanément amoureux de Susan Storm et lui a proposé d'en faire son épouse, puis sa reine. Namor a suivi son béguin romantique avec elle pendant des années et elle a même partagé les sentiments pendant un certain temps.
Namor s'est associé au docteur Fatalis pour détruire les Quatre Fantastiques. Il a également rejoint Hulk dans une attaque contre les Avengers, mais a été repoussé lorsque le capricieux Hulk a quitté le combat. Après la bataille, Namor est tombé sur le corps encore gelé de son camarade de guerre, Captain America, qui était vénéré par une tribu inuit éloignée. Enragé, il a jeté le bloc de glace dans l'océan. Les Vengeurs sont tombés sur le corps en train de dégeler de Rogers et ont rapidement remis en état le héros légendaire.
Peu de temps après, Magnéto a approché Namor et lui a demandé de rejoindre sa première Confrérie des Mauvais Mutants. Namor a combattu les X-Men dans une bataille aux côtés de Magneto mais a refusé de se prosterner devant le maître du magnétisme et a finalement rejeté l'offre. Namor n'aimait pas la façon dont Magneto maltraitait et menaçait la Sorcière Rouge, et détruisit une partie de l'équipement de Magneto en représailles. Il se sentait attiré par la Sorcière Rouge, car sa beauté lui rappelait Susan Storm mais il craignait qu'elle ne le blesse comme Susan l'avait fait lorsqu'elle l'avait rejeté. Namor choisit de fuir Wanda.
Même s'il avait été leur ennemi, Namor avait gagné le respect des Avengers. Lorsque les membres originaux de l'équipe ont pris un congé, ils ont approché Namor pour lui offrir une place avec les Avengers, mais il a refusé

### Le Club des damnés
Alors que Sebastian Shaw était à la recherche d'une nouvelle personne pour le titre de Roi Blanc du Club des damnés, il organisa une fête à laquelle il invita les hommes les plus influents du monde et a essayé de décider qui serait le mieux adapté pour ce poste. Rejetant la candidature de Tony Stark et Norman Osborn, il choisit Namor, et l'invita à rejoindre le Club. Namor rejetant la proposition avec mépris, affirma que si Sebastian osait à nouveau perdre son temps sur une chose aussi mineure, il le tuerait. Cela a plongé Shaw dans une colère frénétique, il a ordonné à Emma Frost de forcer Namor à rejoindre le Club, quel qu'en soit le prix. Quelques jours plus tard, elle a simulé une tentative de suicide en sautant par-dessus bord d'un yacht pour attirer l'attention de Namor. Il l'a sauvée et ils ont passé deux semaines ensemble en Atlantide. Shaw, cependant, fatigué d'attendre des nouvelles d'Emma, et pensant que Namor l'avait tuée ou capturée, décida d'envoyer des Sentinelles à sa recherche. Les Sentinelles ont attaqué Namor et Emma et ont causé des dommages à Atlantis, et Namor a pris cela comme une déclaration de guerre. Trouvant d'où venaient les Sentinelles, Namor, avec Emma, s'y rendit et se heurta à Shaw, Donald Pierce et Tessa. Celle-ci modifia l'esprit d'Emma pour effacer les souvenirs de sa trahison et la rendre à nouveau fidèle au Club. Entouré de deux télépathes, Shaw expliqua à Namor qu'il ne s'approcherait jamais assez pour le tuer. Namor est parti mais a juré de se venger un jour.

### Mariage avec Dorma
Namor est retourné en Atlantide et est redevenu roi, se heurtant à plusieurs reprises tant au monde de la surface qu'aux menaces sous-marines comme le chef rebelle Attuma. Il devait épouser sa cousine Dorma, dont il était tombé amoureux. Cependant, Llyra, une princesse maléfique de Lémurie, un autre royaume sous-marin, a enlevé et remplacé Dorma lors du mariage, espérant ainsi usurper le royaume de Namor. Légalement, Dorma était celle que Namor avait épousée, mais il devait encore la retrouver. Malheureusement, Llyra avait emmené Dorma dans le monde de la surface dans un réservoir comme appât, et quand Namor est arrivé, elle a brisé le réservoir pour le distraire. Namor n'a pas pu sauver Dorma et a failli devenir fou de chagrin.

### Membre des Vengeurs et des Défenseurs
Malheureusement, les ennuis couvaient souvent pour le fils vengeur de l'Atlantide, et il a perdu son royaume à plusieurs reprises. Il a aidé à fonder les Défenseurs et a ensuite rejoint ses anciens rivaux, les Avengers après avoir aidé à récupérer le cocon dans lequel la Force Phénix avait placé Jean Grey, que l'on croyait morte, des années plus tôt. Il a également épousé Marrina, membre d'Alpha Flight, une autre habitante de la mer, mais l'a perdue lorsqu'elle est devenue un Léviathan diabolique et a été tuée par Namor lui-même avec l'épée d'ébène du Chevalier Noir, il a alors quitté les Avengers. Au cours de son adhésion active en tant que Avengers, son orgueil était un obstacle au travail d'équipe, et sa rivalité avec Hercule était particulièrement notable. Son respect pour son ancien camarade Captain America a contribué à empêcher que cela ne devienne un problème majeur. Il a également été membre de l'éphémère équipe sous-marine Deep Six. Les Défenseurs, avec leur approche organisationnelle plus lâche, ont laissé à Namor "l'espace" dont il avait besoin. Il s'est également battu contre Magneto lorsque Magnus a tenté de sauver ses élèves d'Emma Frost et a récupéré sa corne géante perdue, qui a été retrouvée par les X-Terminators. Peu de temps après, des éléments voyous de la société atlante dirigés par Attuma ont déclaré la guerre à la surface (durant l’événement Atlantis Attaque), et Namor a été présumé tué dans la bataille, bien que les barbares atlantes aient été vaincus.

### PDG de Oracle, Inc.
Cependant, Namor avait en fait survécu et refait surface des mois plus tard dans le Pacifique Sud. Devenu presque fou à la suite de son calvaire, il a été retrouvé par Caleb et Carrie Alexander, une équipe père-fille qui a rapidement soigné Namor. C'est Caleb qui a révélé à Namor la vérité sur sa chimie sanguine et ses « rages ». Il l'a équipé d'un moniteur qui l'avertissait lorsqu'il devait chercher de l'air ou de l'eau. Cela a permis à Namor de contrôler son métabolisme pour la première fois de sa vie. Déterminé à continuer à préserver les océans et son peuple, mais sans se révéler, Namor a pillé des trésors engloutis pour financer l'achat d'une société internationale qu'il a rebaptisée Oracle, Inc., en utilisant les Alexander comme acheteurs par procuration. Peu de temps après, cependant, Namor a été contraint de se révéler publiquement lorsqu'une bombe terroriste a explosé sur un super-tanker sous-marin d'Oracle, menaçant la vie de tout le monde à New York. Ensuite, Namor a perdu ses ailes de cheville lorsqu'il a déclenché un brouilleur mutagène afin d'arrêter le monstre Sluj. Il est entré dans le monde de la haute finance, même si cela l'a mis en conflit avec le Super Skrull, puis avec la dimension de K'un-Lun, où il a trouvé le héros Iron Fist (Danny Rand), présumé mort depuis de nombreux mois.
De retour sur Terre et enquêtant sur l'invasion apparente de la Terre par la race végétale de K'un-Lun appelée H'ylthri, Namor a été forcé de combattre Wolverine, qui avait été capturé par les H'ylthri et leur associé Plantman quelques jours auparavant. La bataille a été féroce, mais elle a été interrompue par le sorcier Master Khan, qui a détruit le peuple des plantes et ramené Wolverine chez lui. Khan a ensuite effacé la mémoire de Namor et l'a jeté dans le Midwest américain comme punition pour avoir ingéré dans ses plans pour Iron Fist. Namor a "disparu" pendant près d'un an et était connu sous le nom de "Rex", jusqu'à ce que sa cousine Namorita soit capable de le retrouver en utilisant un lien psychique avec lui qu'elle avait récemment découvert. Cependant, Namor ne l'a pas reconnue et l'a rejetée. Il n'a retrouvé la mémoire que peu de temps après, quand lui et la princesse Fen apparemment ressuscitée ont été capturés par le nouveau navire de pêche du Dr Fatalis. Le bateau lui-même a ensuite été magiquement emprisonné dans une bouteille par Maître Khan, et Khan a pris la forme de Namor et a vendu une grande partie des avoirs d'Oracle. Namor a rapidement brisé la bouteille et le sortilège, puis a arraché la tête de Khan.
Immédiatement après, Namor fut appelé en Atlantide pour faire face aux attaques des anciens Sans-Visage aux frontières d'Atlantide. Fen a tenté d'usurper le trône, et il a été rapidement révélé qu'elle était en réalité la reine-sorcière Artys-Gran, qui avait volé le corps de Fen afin de libérer son mari Suma-Ket, un roi-sorcier païen qui avait été banni par Namor. Celui-ci a rapidement affronté Ket et a été tué, empalé sur la lance de Ket. Heureusement, Poséidon, la divinité vénérée par Atlantis, est apparu pour ressusciter Namor pour combattre Suma-Ket, dont la religion menaçait son existence. Dans le processus, les ailes de cheville de Namor ont été restaurées et il a reçu l'armure dorée sacrée de son ancêtre. Avec l'aide de son peuple et de ses camarades, Namor a vaincu Suma-Ket et ses forces, bien que la vraie Fen, piégée dans le corps d'Artys-Gran, soit morte en défendant son fils d'une attaque finale de Socus, le serviteur des ennemis. Namor est finalement revenu à la fois à la direction d'Atlantis et à la gestion d'Oracle, mais est resté généralement hors du monde de la surface. Oracle, Inc. finançait également le super-groupe caritatif Heroes for Hire, et l'équipe utilisait une installation Oracle comme siège social.
Par la suite, Namor a été impliqué dans un différend international avec le Wakanda et son roi T'Challa (alias Panthère Noire), et a dû à nouveau faire face aux soulèvements d'Attuma.

## Famille
Source : Marvel-world.com
- Dame Dorma (première épouse et cousine, décédée)
- Marina Smallwood (seconde épouse, présumée décédée)
- Princesse Fen (mère, décédée)
- Kamar (fils sur la Terre-616, décédé)
- Leonard Stuart McKenzie (père, décédé)
- Thakorr (grand-père, décédé)
- Reine Korra (grand-mère, probablement décédée)
- Immanu (arrière-grand-père maternel, décédé)
- Daka (oncle)
- Wathan (cousin et beau-père, probablement décédé)
- Zarina (tante)
- un oncle non identifié (époux de Zarina)
- un oncle non identifié (père de Namora, décédé)
- Wa-Korr (cousin et grand-père par alliance, probablement décédé)
- Byrrah (cousin, oncle adoptif, décédé)
- Aquaria Nautica Neptunia (Namora, cousine)
- Namorita (cousine au second degré, décédé)
- Talan (cousin par alliance, décédé)
- Tom et Gladys Smallwood (beaux-parents adoptifs)
- Daniel Smallwood (beau-frère adoptif)
- Lawrence McKenzie (demi-frère)
- Leon McKenzie (la Murène noire, demi-neveu)
- Llyron McKenzie (demi-arrière-neveu)
- Arkus, Beemer, Bobo, Byrrahna, Dara (décédé), Namita et Seth (cousins)
- Elanna, Harran, Kalen, Kamuu, Ossem, Stégor, Zartra (ancêtres, décédés)
- N2 (clone)

## Pouvoirs et capacités
Namor est un mutant qui doit sa pigmentation cutanée rose à la partie humaine de son génome, ainsi que la capacité de respirer hors de l'eau.
Du fait d'un déséquilibre hormonal dans son organisme (déséquilibre en oxygène qui perturbe parfois son cerveau), Namor est d'un tempérament instable et s'emporte facilement. Quand il n'est pas affecté par ce déséquilibre, c'est un tacticien et un chef accompli.
C'est aussi un homme d’affaires talentueux, qui a la réputation de maîtriser la plupart des langues de la Terre, en plus de l’atlante et du lémurien ; il parle notamment l’anglais de manière courante. Par ailleurs, il sait reconstituer la technologie atlante et l'améliorer.
- La partie atlante de Namor lui confère la possibilité de respirer indéfiniment sous l'eau, son corps étant capable de résister à la pression des grandes profondeurs marines, ce qui lui confère une semi-invulnérabilité et une grande force[1].
- Sa nature hybride lui confère aussi une longévité exceptionnelle[1].
- Sa mutation l'a doté de petites ailes aux chevilles, qui lui permettent de voler dans les airs[1].

## Versions alternatives
- Namor apparaît dans les univers alternatifs des séries Les Exiles, Marvel 1602, Marvel Zombies et MC2 (Marvel Comics 2).
- Dans l'univers Ultimate Marvel, Namor est un voleur qui a hiberné 9 millénaires dans une prison avant d'être trouvé par les Quatre Fantastiques.
- Dans la série Marvel Noir intitulée « Iron Man - la quête du cœur »[31], Namor est un pirate qui pilote un sous-marin, le « Dorma », et qui aide Tony Stark (Iron Man) lors de son expédition vers Atlantis.

## Publications du personnage
- Marvel Mystery Comics (Timely Comics, 1939-1949)
- Human Torch #2-38 (1940-1954)
- Sub-Mariner Comics #1-42 (1941-1955)
- All Winners Comics #1-20 (1941-1946)
- All Select Comics #1-11 (1943-1946)
- Kid Komics #4 (mars 1944)
- Daring Comics #10-12 (décembre 1944- novembre 1945)
- Blonde Phantom Comics #13-22 (décembre 1944- décembre 1948)
- Namora #1-3 (mai 1948- décembre 1948)
- Young Men #24-26 (août-décembre 1953)
- Fantastic Four Annual #1 (juillet 1963)
- Tales to Astonish #70-101 (1965-1968)
- Iron Man and the Sub-Mariner #1 (avril 1968)
- Sub-Mariner (vol. 1) #1-72 et Annuals #1-2 (1968-1974)
- Defenders (vol. 1) #1-139 (1972–1985)
- Giant-Size Invaders #1 (mars 1975)
- Invaders #1-41 (1975-1979)
- Giant-Size Super-Villain Team-Up #1-2 (1975) et Super-Villain Team-Up #1-13 (1975-1976)
- Prince Namor, the Sub-Mariner #1-4 (1984)
- The Saga of the Sub-Mariner #1-12 (1988-1989)
- Namor the Sub-Mariner #1-65 et Annuals #1-4 (1990-1995)
- Invaders (vol. 2) #1-4 (1993)
- Incredible Hulk/Sub-Mariner Annual (1998)
- Namor #1-12 (2003-2004)
- New Invaders #1-10 (2004–2005)
- Giant-Size Invaders #2 (novembre 2005)
- Sub-Mariner (vol. 2) #1-6 (2007-2008)
- Sub-Mariner: The Depths #1-6 (2008)
- Namor: The First Mutant #1-11 (2010–2011)
- Invaders Now! #1-5 (2010–2011)
- Infinity #1-6 (2013–2014)
- All-New Invaders #1-12 (2014–2015)
- Secret Wars #1-9 (2015–2016)
- Namor: The Best Defense #1 (décembre 2018)
- Invaders (vol. 3) #1-12 (2019–2020)
- Atlantis Attacks #1-5 (2020–2021)
- King in Black: Namor #1-5 (2021)

## Apparitions dans d'autres médias
Sauf indication contraire, les informations mentionnées dans cette section peuvent être confirmées par la base de données cinématographiques IMDb,  présente dans la section « Liens externes ».

### Cinéma
- 2022 : Black Panther: Wakanda Forever de Ryan Coogler, interprété par Tenoch Huerta Mejía

### Télévision
- 1966 : The Marvel Super-Heroes, segment Sub-Mariner (série d'animation)
- 1981 : Spider-Man and His Amazing Friends (série d'animation)
- 1994 : Les Quatre Fantastiques (série d'animation)
- 1999 : Avengers (série d'animation)
- 2006 : Les Quatre Fantastiques (série d'animation)

### Jeux vidéo
- 1991 : Spider-Man: The Video Game (Sega)
- 1991 : Captain America and the Avengers (Data East)
- 1997 : Fantastic Four (Acclaim)
- 2000 : Spider-Man (Activision)
- 2006 : Marvel Ultimate Alliance (Activision)
- 2019 :  Marvel: Future Fight (Netmarble)
- 2024 :  Marvel Rivals (NetEase)

## Dans la culture populaire
- La série télévisée L'Homme de l'Atlantide fait référence à Namor.[réf. nécessaire]